# Janina Rafałowska
Janina Felicja Rafałowska (ur. 21 kwietnia 1929 w Warszawie, zm. 30 czerwca 2017 tamże) – polska lekarka, neurolog i neuropatolog, prof. dr hab. nauk medycznych.

## Życiorys
Córka Leopolda i Balbiny. Obroniła pracę doktorską, następnie uzyskała stopień doktora habilitowanego. 26 stycznia 1989 nadano jej tytuł profesora w zakresie nauk medycznych. Pracowała w Katedrze i Klinice Neurologii na I Wydziale Lekarskim z Oddziałem Stomatologicznym Akademii Medycznej w Warszawie.
Objęła funkcję profesora zwyczajnego w Instytucie Medycyny Doświadczalnej i Klinicznej im. Mirosława Mossakowskiego Polskiej Akademii Nauk oraz członka Komitetu Nauk Neurologicznych na VI Wydziale – Nauk Medycznych – PAN.
Zmarła 30 czerwca 2017, pochowana na cmentarzu komunalnym północnym w Warszawie.